# Čejkovice (ort i Tjeckien, Södra Böhmen)
Čejkovice är en ort i Tjeckien.   Den ligger i regionen Södra Böhmen, i den centrala delen av landet, 120 km söder om huvudstaden Prag. Čejkovice ligger 390 meter över havet och antalet invånare är 286.
Terrängen runt Čejkovice är huvudsakligen platt, men åt sydväst är den kuperad.Runt Čejkovice är det ganska tätbefolkat, med 111 invånare per kvadratkilometer. Närmaste större samhälle är České Budějovice, 8,0 km sydost om Čejkovice. Runt Čejkovice är det i huvudsak tätbebyggt.